# 銀色頜吻鰻
尼氏頜吻鰻，又稱鯡突吻鰻為輻鰭魚綱鰻鱺目糯鰻亞目糯鰻科的其中一個種。由David Starr Jordan和John Otterbein Snyder於 1901 年描述，最初屬於Leptocephalus屬。

## 分布
本魚分布於太平洋區，包括日本、中國沿海、台灣、越南、菲律賓、印尼、夏威夷、美國西岸、所羅門群島、密克羅尼西亞、法屬波里尼西亞、澳洲大堡礁、新喀里多尼亞、斐濟等海域。

## 特徵
本魚胸鰭發育完全，鰭條不分節；上唇有皮褶；前上頷骨齒在口閉合向外露出。齒小，圓錐狀；上下頷骨齒呈齒帶，齒帶向後方延伸，鋤骨齒列短與上頷間齒列相連。背鰭起點在胸鰭終點之上方。脊椎骨數117至124。體長為體高19至20倍，為頭長7.8至8.2倍。頭長為眼6至6.7倍，吻長3.4至3.7倍，口裂3.2至3.5倍。尾長為頭長及體長之3倍。成體體色棕色。體長可達45公分。

## 生態
棲息於200公尺深以內海域之砂泥底。

## 經濟利用
量少，無經濟利用之價值。